# Baksa Katalin
Baksa Katalin (Kalocsa, 1981. szeptember 26. –) labdarúgó, csatár. Jelenleg a Szegedi AK labdarúgója.

## Pályafutása
2002 és 2006 között az Algyői SK, 2006 és 2009 között a Mórahalmi TSE labdarúgója volt. 2009-ben szerződött a Szegedi AK együtteséhez. Tagja volt a 2010–11-es NB II-es bajnokcsapatnak. Ebben az idényben a másodosztályú bajnokság Déli-csoportjának a gólkirályi címét is megszerezte.

## Sikerei, díjai
- NB II
  - bajnok: 2010–11 - Déli csoport
  - gólkirály: 2010–11 - Déli csoport (16 gól)